# Георгиева-Николова, Марина
Марина Георгиева-Николова (болг. Марина Георгиева-Николова; род. 10 июня 1980, София) — болгарская конькобежка, специализирующаяся в шорт-треке. Участница Олимпийских игр 2002,  2010 годов. Трёхкратная бронзовый призёр чемпионатов мира. Двукратная чемпионка Европы в шорт-треке.

## Спортивная карьера
Первые успехи на международном уровне пришли к Марине Георгиевой в 1999 году, когда вместе со своей командой выиграла серебро в эстафете на чемпионате Европы в Оберстдорфе и бронзу на чемпионате мира в Софии. На следующий год приняла участие в Италии на европейском чемпионате в Бормио и взяла золото вновь в эстафете. В 2001 году она выиграла ещё одно эстафетное золото чемпионате Европы в Гааге и очередную бронзу на мировом первенстве в Чонджу. Очередной 2002 год и очередная серебряная медаль была завоёвана на европейском чемпионате в Гренобле. Олимпийские игры 2002 года не принесли хороших результатов, на дистанции 500 метров Георгиева заняла 15 место, а на полуторке — 18. В эстафете она с партнёршами добралась до 6 места. В 2003 году на чемпионате мира в Варшаве выиграна была третья бронза мировых первенств.
С 2004 по 2007 год больших результатов не принесли, Марина Георгиева вышла замуж и выступала под двойной фамилией Марина Георгиева-Николова. На чемпионате Европы в Шеффилде она впервые заняла второе место в личном первенстве на дистанции 1000 метров и в 2011 году выиграла бронзу на этой же дистанции в Херенвене.
Олимпийские игры Ванкувера также не принесли результатов, 17 место на дистанции 1500 метров.